# Ove Lundell
Ove Vilmer Lundell, född 29 maj 1930 i Möklinta, Västmanlands län, död 4 september 2001 i Varberg, Hallands län, var en av Sveriges främsta och mest välkända motocrossförare. Hans karriär började när han 15 år gammal under namnet Ove Vilmer agerade "dödsryttare" tillsammans med fadern på nöjesfält och i cirkussammanhang, körande en ålderstigen Indian på de lodräta väggarna.
Med makan Sonja och döttrarna Yvonne och Malou, födda resp. 1950 och 1953, flyttade han cirka 25 år gammal till Varberg och fick här dottern Annelie 1956 och sonen Michel 1964. Han förblev Varberg trogen till sin bortgång.
Ove Lundell är gravsatt på S:t Jörgens kyrkogård i Varberg.

## Tävlingsverksamhet
I sin specialgren motocross blev han svensk mästare tre gånger (1955/1958/1960) och tog med det svenska laget i Motocross des Nations tre världsmästerskap (1958/1961/1962. Han deltog även med framgång i trial, enduro och TT samt i tävlingar med snöskoter.
1955 tilldelades han "Stora Grabbars Märke" av Svenska motorcykelförbundet - SVEMO. 
Hallands Nyheter maj 1961: "Annebergsbanan utanför Varberg har blivit ett favorittillhåll för landets motocrossförare, kanske främst för att publiken aldrig sviker. Helgens stortävlingar lockade hela 8 000 åskådare från när och fjärran. Hemmaföraren och publikfavoriten Ove Lundell motsvarar alla förväntningar och vinner båda finalloppen på sin 500 cc Monark." I slutet av 1960-talet och en bra bit in på nästa decennium var han coach för unga motocrosstalanger på denna bana. 
1984 startade han tävlingsverksamheten på nytt, då som veteranförare. Han deltog i inhemska och internationella tävlingar och vann sin vana trogen åtskilliga priser. Tävlingar med namnen Ove Lundell Memorial i Nederländerna och serien Ove Lundell Trophy Motocross vittnar om hans storhet.

## Arbetsliv
Under 50- och 60-talet var Ove engagerad som fabriksförare hos den tidens största cykel- och mc-tillverkare, Monark, grundat 1908 i Varberg. Hans kunnande togs tillvara även när det gällde konstruktion och utveckling. I arbetet på Monarkfabriken var han uppskattad som kamrat och tekniker, hans praktiska sinnelag kom till nytta i många sammanhang.
Från senare delen av 1970-talet och fram till början av 1980-talet arbetade han i Amazonas, Brasilien, där han i staden Manaus utvecklade en Monarkmoped anpassad för landet. Återkommen till Varbergsfabriken arbetade han till sin pensionering som produktionstekniker.